# Ali Kouri Ould Amar
Ali Ould Amar (+ 1786) conegut com a Ali Kouri (Ali el Negre) fou emir de Trarza, germà i successor de Mokhtar Ould Amar vers el 1759.
Està testimoniat per Sagnier (que fou captiu a la zona el 1784) que almenys en el seu temps, els esclaus cristians i el captius europeus en general (per exemple les tripulacions dels vaixells que naufragaven a les seves costes) eren força ben tractats, especialment amb comparació als seus esclaus i captius negres; però hi havia una única excepció: els espanyols que també aquí com arreu s'havien distingit per la seva crueltat i fanatisme, els quals s'havien fet tant odiosos al llarg dels anys (amb incursions des de Canàries) que eren morts si eren capturats.
El 1760 va signar un tractat de comerç amb els britànics que havien ocupat Senegal poc abans.
Ali Kouri va intervenir al Cayor. El damel Ma Isa Bige (1758-1759) havia estat derrotat pel burba (rei) del Djolof, Biram Yamb, i s'havia refugiat al Waalo mentre el seu regne passava a ser tributari de Djolof (1759). El 1760 el ex damel va rebre suport de l'emir de Trarza i del brak del Waalo, amb els quals va retornar al seu país, va derrotar els djolofs i va matar el rei a la batalla de Mbal. Els britànics van aprofitar el seu domini del Senegal per declarar el monopoli del comerç a les escales del riu tancant els ports d'Arguin i Portendick. Trarza va haver de portar tota la seva goma i altres mercaderies a l'escalda de Desert.
Foren dos sacerdots, pares del Sant Esperit, Glicourt i Bertout, que havien estat predicant a Saint Louis del Senegal, els que van donar als francesos, a la seva tornada a França, les informacions que van permetre a aquests recuperar la colònia del Senegal. Aquesta fou confirmada a França pel tractat de Versalles de 3 de setembre de 1783 (que reconeixia a França la costa entre el Cap Blanc i la desembocadura del Saloum, reservant-se els drets de comerç des de la desembocadura del riu Sant Joan a la badia de Portendick (que van mantenir fins al 1857).
El 26 d'agost de 1782 el governador frances Anne Gaston Dumontet de Clergeau va signar un tractat amb comerciants trarzes per garantir el proveïment regular de carn a la guarnició de Saint Louis del Senegal. El 2 de maig de 1785 Durand, director general de la companyia de comerç de la colònia amb el monopoli de la goma, va signar un tractat amb cinc xeics darmankur (Ida Ou Al-Hadj), Chems, Mohammedou, Moham Bouna, Bibilou i Zein, un tractat de comerç i de pau. Els Ida Ou Al-Hadj van reconèixer el monopoli del comerç de la goma concedit a la companyia de Durand i es va establir una nova tarifa de duanes. El 20 de juliol de 1785 el governador Louis Legardeur, sieur de Repentigny va signar un tractat amb Ali Kouri i amb Durand, sobre el tema del comerç de la goma, en que l'emir s'obligava a cedir terrenys per l'establiment de factories comercials i garantir la seva seguretat (les gran guerres europees iniciades després de la revolució del 1789 a França van aturar tots aquests projectes).
Sota Ali Kouri es van escindir definitivament els Oulad Daman i els Oulad Ahmed ben Daman, després d'un incident. Els Oulad Ahmed ben Daman acompanyats dels Ahel Abella van marxar a pastorar cap a l'oest i van acampar a Toueïla, al sud de l'Inchiri ; els Oulad Daman (amb les fraccions i grups Béni Attam, Béni Sassi, Oulad Zennoun i Ahel Agmottar) es van quedar on eren, a l'est, a Tefachit, a l'Ametlich. Però la mort d'un dels ferits en l'incident va provocar que aquests darrers marxessin a atacar Toueïla (Toueïk) matant a nombrosos notables de l'altra tribu entre els quals el seu cap Sid al-Mokhtar Ould Haddi, i els prínceps Ali ben Sid Al-Mokhtar ben Haddi (fill del xeic), Mokhtar ben Djarmoun, Ali ben Mokhtar ben Ali Chandera, i tres més. L'emir Ali Kouri estava acampat al sud amb els Oulad Mohammed Sérier quan es va assabentar dels fets pel seu visir Abd Al-Ouahhab (habitualment feia d'intèrpret, ja que parlava anglès i francès); va demanar ajut al xeic Nedéri Serïer, cap de la fracció negre dels Ahel Omar Fal de Tigounaten, i marabut expert en màgia que li va donar un talismà que en teoria havia d'immobilitzar als enemics. Els Oulad Daman i els Ahel Attam assabentats, van intentar fugir al Tagant per demanar asil als 
Ida Ou Aïch però la suggestió del talismà els va aturar. L'emir amb les seves forces va marxar contra els Ahel Attam que, incapaços de moure's, van fortificar la seva posició; quan es va produir l'atac els Ahel Attam foren derrotats i quasi aniquilats; els seus aliats Oulad Daman van tenir moltes baixes i es van retirar a Lemdanna amb una part dels seus béns i les seves famílies. Els Oulad Ahmed ben Daman es van quedar a Danian enterrant als morts i l'endemà van perseguir als fugitius però aquests ja estaven prop dels campaments dels seus aliats Ida Ou Aïch del Tagant, que els donaven refugi segur.
Ali Kouri també va lluitar contra els braknes de Brakna i els Ida Ou Aïch del Tagant. Un campament dels Oulad Ahmed ben Daman a In Temadhi (derivat del berber In dag Temadhi, els Pous dels Dad Temadhi ; els Dad Temadhi eren una subfracció dels Oulad Diman)fou atacat pels brakna i van haver de fugir cap a l'oest perseguits; van arribar a Khroufa, però aquí se'ls va unir Homeïda ben Ali ben Cherqi ben Ahmed Deïa ben Haddi amb un contingent de guerrers, i els perseguits es van convertir en perseguidors.
Més tard els Ida Ou Aïch van atacar campaments dels Ahel M'hammed Cheïn a In Zamaddi (derivat del berber In Zamaden; Zamaden significa tancat de ramats) i va morir Sid Ahmed ould M'hammed Cheïn amb els seus dos fills i altres caps dels Oulad Ahmed ben Daman.
Ali Kouri va haver de lluitar també contra els fulbe de Futa Toro. El 1776 la dinastia Tenguella de Denanke que havia governat tres segles, havia estat enderrocada pels marabuts; fou elegit un imam, de nom Abd al-Qader al-Foutanké, un líder notable. Als anys 1880 va llençar les seves bandes de fanàtics contra els maures en revenja per les nombroses agressions d'aquests als territoris dels tuculors. Les bandes van derrotar els brakna i als Oulad Nacer de la vora de la Chemana que encara estava habitada per negres; després van seguir contra els trarza. L'imam (almamy) Abd al-Qader va convidar a Ali Kouri a sotmetre's al seu poder però aquest va reaccionar amb fúria i va començar la guerra. Les tropes tuculors, conduïdes pel marabut Tafsir Amadou Hammad, lloctinent de l'Almamy, amb suport de contingents Brakna dirigits pel mateix emir de Brakna Hamed Mokhtar, van entrar en territori trarza. Ali Kouri, que en aquell moment era a Saint Louis del Senegal buscant ajuda francesa (que no va aconseguir) va retornar i va presentar batalla a Taouani, a la Chemama, enfront de Dagana (1786). L'emir va morir en la batalla i les seves forces van fugir cap al territori del damel de Cayor on foren perseguits per l' almamy en persona. La derrota va tenir una compensació menor quan un grup de trarzes va sorprendre a un grup de notables foutanké i els va massacrar.
L'almamy va decretar la interdicció d'accés al riu Senegal dels trarzes, el que a curt termini els va obligar sinó a sotmetre's almenys a aturar les seves incursions i pagar un tribut anual en cavalls i altres objectes i productes artesans.
Ali Korui Ould Amar va deixar al morir un fill menor d'edat, M'hammed Ould Ali, que no podia ser emir però ho serà més tard. El càrrec d'emir va passar al fill de Mokhtar Ould Amar, de nom Alaït Ould Mokhtar